# NGC 6685
NGC 6685 este o galaxie situată în constelația Lira. A fost descoperită în 29 mai 1887 de către Edward D. Swift⁠(d). Se află la o distanță de 89,54 de megaparseci de Pământ.